# Pyrargyrit
Pyrargyrit, veraltet auch als Dunkles Rotgültig(erz), Antimonsilberblende, Rubinblende oder Aerosit bekannt, ist ein häufig vorkommendes Mineral aus der Mineralklasse der „Sulfide und Sulfosalze“. Er kristallisiert im trigonalen Kristallsystem mit der chemisch Zusammensetzung Ag3[SbS3] und gehört strukturell zu den Sulfosalzen mit Silber und Antimon.
Pyrargyrit entwickelt meist prismatische oder rhomboedrische Kristalle, findet sich aber auch in Form körniger bis massiger Aggregate von dunkelroter bis grauschwarzer Farbe. Die meist nur durchscheinenden oder gänzlich undurchsichtigen Pyrargyritkristalle zeigen auf den Kristallflächen Diamantglanz. Die Spaltbarkeit ist je nach Spaltrichtung deutlich {1011} bis sehr undeutlich nach {0112}.

## Etymologie und Geschichte
Die seit dem 16. Jahrhundert bekannte, wenn auch in verschiedenen Schreibformen überlieferte Bezeichnung Rotgültig bzw. Rotgültigerz (auch rot gold ertz, rod gulden ertz, roth güldenes Erz und ähnliche) umfasste zunächst zwei verschiedene, allerdings ähnlich aussehende Minerale, nämlich den Pyrargyrit und den Proustit. Benannt wurde das Erz aufgrund seiner auffällig roten Färbung, seines blendeartigen Glanzes und seines hohen Silbergehalts von fast 60 %.
Seit 1789 wird nach Abraham Gottlob Werner zwischen Dunklem und Lichtem Rotgiltigerz unterschieden, allerdings konnte erst 1804 der Chemiker Joseph Louis Proust durch seine chemischen Analysen klären, dass die Rotgültigerze von Antimon (Dunkel, Ag3SbS3) und Arsen (Licht, Ag3AsS3) zwei eigenständige Minerale sind.
Das Synonym Aerosit gab Selb 1805 einem „auf der kolywänschen Silbergrube in Sibirien vorkommenden, dunklen Rotgültigerz“.
Die Bezeichnung rhomboedrische Rubinblende wurde 1824 von Friedrich Mohs geprägt.
Den bis heute gültigen Namen Pyrargyrit für das Dunkle Rotgültigerz prägte 1831 Ernst Friedrich Glocker nach den beiden altgriechischen Worten πῦρ pûr für „Feuer“ und ἄργυρος argyros für „Silber“ aufgrund seiner Eigenschaft, vor dem Lötrohr leicht ein Silberkorn erschmelzen zu können.

## Klassifikation
Bereits in der veralteten 8. Auflage der Mineralsystematik nach Strunz gehörte der Pyrargyrit zur Klasse der „Sulfide und Sulfosalze“ und dort zur Abteilung der „Komplexen Sulfide (Sulfosalze)“, wo er zusammen mit Proustit die „Proustit-Reihe“ mit der System-Nr. II/D.01a innerhalb der „Proustit-Xanthokon-Gruppe“ (II/D.01) bildete.
Im zuletzt 2018 überarbeiteten und aktualisierten Lapis-Mineralienverzeichnis nach Stefan Weiß, das sich aus Rücksicht auf private Sammler und institutionelle Sammlungen noch nach dieser alten Form der Systematik von Karl Hugo Strunz richtet, erhielt das Mineral die System- und Mineral-Nr. II/E.07-20. In der „Lapis-Systematik“ entspricht dies der präziser definierten Abteilung „Sulfosalze (S : As,Sb,Bi = x)“, wo Pyrargyrit zusammen mit Debattistiit, Eckerit, Manganoquadratit, Proustit, Pyrostilpnit, Quadratit, Samsonit und Xanthokon eine eigenständige, aber unbenannte Gruppe bildet.
Die seit 2001 gültige und von der International Mineralogical Association (IMA) zuletzt 2009 aktualisierte 9. Auflage der Strunz’schen Mineralsystematik ordnet den Pyrargyrit dagegen in die neu definierte Abteilung der „Sulfoarsenide, Sulfoantimonide und Sulfobismuthide“ ein. Diese ist zudem weiter unterteilt nach der Kristallstruktur und der möglichen Anwesenheit zusätzlichen Schwefels, so dass das Mineral entsprechend seinem Aufbau und seiner Zusammensetzung in der Unterabteilung der „Insel-Sulfarsenide (Neso-Sulfarsenide) usw., ohne zusätzlichen Schwefel (S)“ zu finden ist, wo es zusammen mit Proustit die „Proustitgruppe“ mit der System-Nr. 2.GA.05 bildet.
Auch die vorwiegend im englischen Sprachraum gebräuchliche Systematik der Minerale nach Dana ordnet den Pyrargyrit in die Klasse der „Sulfide und Sulfosalze“ und dort in die Abteilung der „Sulfosalze“ ein. Hier ist er zusammen mit Proustit in der nach diesem Mineral benannten „Proustitgruppe“ mit der System-Nummer 03.04.01 innerhalb der Unterabteilung der „Sulfosalze mit dem Verhältnis 3 > z/y und der Zusammensetzung (A+)i (A2+)j [ByCz], A = Metalle, B = Halbmetalle, C = Nichtmetalle“ zu finden.

## Kristallstruktur
Pyrargyrit kristallisiert trigonal in der Raumgruppe R3c (Raumgruppen-Nr. 161) mit den Gitterparametern a = 11,04 Å und c = 8,72 Å sowie 6 Formeleinheiten pro Elementarzelle.

## Eigenschaften
Unter Lichteinwirkung dunkelt der zunächst rot- bis dunkelrotfarbige Pyrargyrit mit der Zeit nach, bis er fast schwarz erscheint. Die Strichfarbe bleibt aber weiterhin kirschrot und ermöglicht damit neben seiner geringen Mohshärte von 2,5 und einer Dichte von 5,85 g/cm³ eine Identifizierung des Minerals.
Pyrargyrit enthält vor allem Silber (59,75 %), Antimon (22,48 %) und Schwefel (17,76 %). Vereinzelt kann auch Arsen enthalten sein.
Zwischen Pyrargyrit und dem verwandten Proustit (Ag3[AsS3]) besteht bis zu einer Mindesttemperatur von 360 °C eine lückenlose Mischkristall-Reihe.

## Bildung und Fundorte

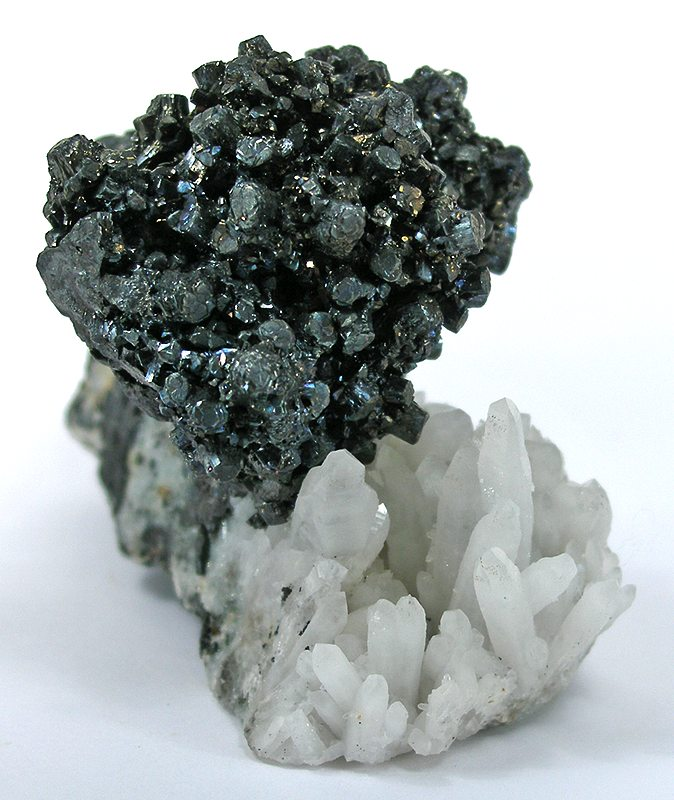
Pyrargyrit-Aggregat auf Quarz aus Taxco de Alarcón, Guerrero, Mexiko (Größe: 12 × 8,7 × 7 cm)

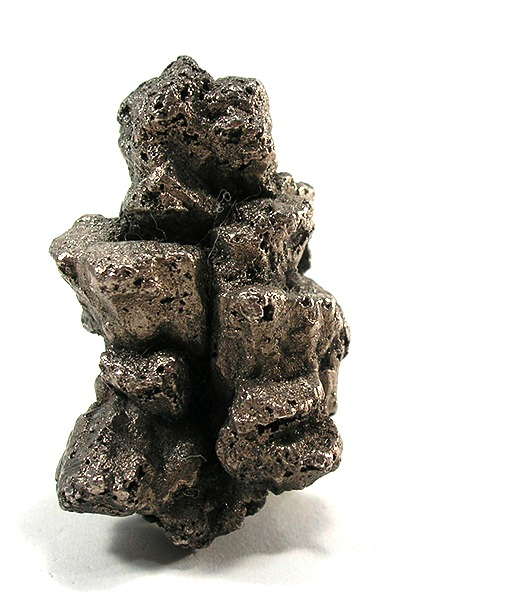
Pseudomorphose von Silber nach Pyrargyrit aus Zacatecas, Mexiko (Größe: 4,1 × 2,4 × 2,4 cm)

Pyrargyrit bildet sich häufig in hydrothermalen Gängen. Prächtige Kristalle von Pyrargyrit sind in einigen deutschen Lagerstätten zu finden, vor allem in Sankt Andreasberg sowie in Freiberg und an anderen Orten im sächsischen Erzgebirge. Beachtliche Funde stammen aus der Slowakei, Böhmen, Rumänien, Spanien, Sardinien und Chile. Heute findet man die schönsten Kristalle des Minerals in Süd- und Mittelamerika.
In Mexiko sind gelegentlich auch Pseudomorphosen von Silber (aus Zacatecas) oder Akanthit (aus Guanajuato) nach Pyrargyrit zu finden.
Weitere Fundorte sind unter anderem verschiedene Regionen in Australien, China und Kanada; Hokkaidō, Honshū und Kyūshū in Japan; Kärnten, Salzburg, Steiermark und Tirol in Österreich sowie verschiedene Regionen in den USA. Insgesamt gelten bisher (Stand: 2012) rund 1300 Fundorte als bekannt.